# Jump-up
Jump-up (of jump up) is een subgenre van drum-'n-bass dat ontstaan is in de jaren 90.

## Kenmerken

### Drumbeat
Jump-up kenmerkt zich vaak door een eenvoudige drumbeat. Hoe deze bij andere drum-'n-bass-stijlen uit uiteenlopende complexe ritmes kan bestaan, blijft deze bij jump-up vaak beperkt tot een simpel kick-snare-patroon. Op de snare zit vaak een zwaar distortion-effect. De snelheid van de beat ligt vaak hoger dan de 170 bpm die gebruikelijk is bij drum-'n-bass. Bij jump-up ligt deze tegenwoordig vaak rond de 175 maar kan oplopen tot een snelheid van 200 bpm.

### Geluiden en frequenties
Typerend aan jump-up is dat de lage basfrequenties in veel gevallen ontbreken. De nadruk ligt dan ook veelal op de middelhoge en hoge frequenties. Het gebruik van deze frequenties kan worden vergeleken met het subgenre van dubstep dat brostep genoemd wordt. In veel jump-up-nummers wordt gebruikgemaakt van zogenaamde bass-stabs. Dit zijn korte, vervormde basgeluiden met veel ruis erop. Deze geluiden kunnen qua klank lijken op de reese-bass uit neurofunk. Het voornaamste verschil is dat dit geluid in neurofunk vrijwel constant klinkt, terwijl het in jump-up ritmisch op de maat (of juist bewust buiten de maat) in de vorm van stabs te horen is. Ook de bass-wobble is een geluid dat in jump-up wordt gebruikt.

## Cultuur
Vanwege zijn eenvoudige karakter en vaak schelle geluiden wordt jump-up veelal bekritiseerd door oorspronkelijke liefhebbers van drum-'n-bass. Er wordt over het algemeen veel gebruikgemaakt van dezelfde sample packs onder verschillende artiesten. Toch wordt er steeds meer geëxperimenteerd binnen het genre en worden de kaders verbreed. Het jump-up-duo Annix zegt altijd op zoek te zijn naar nieuwe manieren om jump-up te maken. De drum-'n-bassgroep Noisia zegt er door Annix toe geïnspireerd te zijn om ermee te gaan experimenteren. Dit is terug te horen in nummers als Stamp Out en Tentacles. Ook minder bekende jump-up-artiesten als Simula en Bou krijgen support van Noisia voor hun experimentele benadering ervan.

## Instrumenten
Bij het vervaardigen van deze stijl wordt gebruikgemaakt van de volgende muziekinstrumenten:
- Synthesizer
- Drummachine
- Sequencer
- Keyboard
- Sampler
- Personal computer
- DAW (digital audio workstation)